# Jonathan Goddard
Jonathan Goddard (* 1617; † 24. März 1675 in London) war ein englischer Arzt, Parlamentsmitglied und Professor. Er war 1660 Gründungsmitglied („Founder Fellow“) der Royal Society.

## Leben und Wirken
Goddard wurde am 2. Februar 1617 in Chatham getauft.
Er war der Sohn Henry Goddards eines wohlhabenden Schiffbauers aus Deptford. Er erhielt seine Schulausbildung in Chatham bei Mr. Chapman und Mr. Spencer und anschließend Privatunterricht bei Mr. Dier. Ab 1632 studierte er an der Universität Oxford (Magdalen College) und ab 1637 an der Universität Cambridge (Christ’s College) Medizin (M. B. Abschluss 1638). 1643 wurde er Mitglied des Royal College of Physicians (M. D. vom St Catharine’s College 1643, Fellow des Royal College of Physicians 1646) und betreute Karl I. als Arzt, als dieser vom Parlament gefangengehaltenen wurde. 1649/50 war er Arzt in der Parlamentsarmee. 1651 wurde er Warden des Merton College in Oxford, wo er Mitglied des Oxford Philosophical Club von John Wilkins wurde. 1653 war er Vertreter von Oxford im Rumpfparlament.
1655 wurde Goddard Professor für Medizin am Gresham College in London. Beim Thronantritt von Karl II. 1660 verlor er seine Posten als Warden des Merton College in Oxford, behielt aber seine Professur am Gresham College bis zu seinem Tod.

## Schriften (Auswahl)
- Observations concerning the nature and similar parts of a Tree. London 1664.
- The Fruit Tree’s Secrets. London 1664.
- A proposal for making wine. In: Thomas Sprat: The History of the Royal-Society of London, for the Improving of Natural Knowledge. London 1667, S. 193 (Digitalisat).
- Experiments of a stone called Oculus Mundi. In: Thomas Sprat: The History of the Royal-Society of London, for the Improving of Natural Knowledge. London 1667, S. 230–231 (Digitalisat).
- A discourse setting forth the unhappy condition of the practice of physick in London. London 1670 (Digitalisat).

Postum
- Some observations of a cameleon. In: Philosophical Transactions. Band 12, Nr. 137, 10. Februar 1678, S. 930–931 (doi:10.1098/rstl.1677.0034).
- Experiments of refining gold with Antimony. In: Philosophical Transactions. Band 12, Nr. 138, 25. März 1678, S. 953–961 (doi:10.1098/rstl.1677.0040).

- Medicamenta Goddardiana. Edw. Jones, London 1688.
- Arcana Goddardiana. 1691.